# Death Metal (Album)
Death Metal ist ein Sampler des deutschen Plattenlabels Noise Records. Er wurde im Jahre 1984 veröffentlicht und enthält Beiträge der Metal-Bands Running Wild, Hellhammer, Dark Avenger und Helloween.

## Entstehung
Der Sampler war eine Idee des Noise-Records-Gründers Karl-Ulrich Walterbach. Walterbach wollte nach dem Vorbild der US-amerikanischen Samplerreihen Metal Massacre oder US Metal bzw. der englischen Reihe Metal for Muthas einen ähnlichen Sampler mit Bands aus dem deutschsprachigen Raum veröffentlichen. Dabei stand Walterbach vor dem Problem, dass es Anfang 1984 noch nicht genügend deutsche Metal-Bands gab, die ausreichend Material für ein komplettes Studioalbum hatten. Schließlich fand Walterbach die deutschen Bands Dark Avenger, Helloween und Running Wild sowie Hellhammer aus der Schweiz, die jeweils zwei Titel beisteuerten.
Running Wild schrieben exklusiv für den Sampler das Lied Bones to Ashes. Hellhammers Lied Messiah befasst sich mit einem möglichen Atomkrieg zwischen den USA und der Sowjetunion. Der Sampler wurde im März und April 1984 in den Berliner CAET Studio aufgenommen. Produzent war Horst Müller. Hellhammer nahmen während ihres Studioaufenthalts noch ihre EP Apocalyptic Raids auf. Das Plattencover des Samplers wurde von einem Künstler namens Freudstein entworfen. Walterbach wollte für das Cover etwas Horrormäßiges mit Folter, Gedärmen und viel Blut.
Für die Herkunft des irreführenden Titels Death Metal – keine der Bands außer Hellhammer spielte die Musik des gleichnamigen Stils – gibt es zwei Versionen. Karl-Ulrich Walterbach erklärte, dass er bei dem Titel nach einem extremen Etikett suchte, der zugleich griffig klang. Hellhammer-Sänger Thomas Gabriel Fischer hingegen erläuterte, dass Walterbach den Sampler ursprünglich Black Mass nennen wollte, was Hellhammer wiederum als klischeebeladen und kontraproduktiv empfanden. Fischer schlug Walterbach in einem Telefonat vor, den Titel von Fischers Fanzine Death Metal zu verwenden und bot Walterbach an, das von Fischer entworfene Logo zu verwenden.
Der Sampler war von Oktober 1985 bis September 2010 indiziert. Eine rare Zweitauflage des Samplers enthält ein Plattencover, auf dem die Urteilsbegründung der Bundesprüfstelle abgedruckt ist. Während Helloween und Running Wild später zu den weltweit erfolgreichsten deutschen Heavy-Metal-Bands aufstiegen, avancierten Hellhammer zu den einflussreichsten Bands des Death bzw. Black Metal. Für Dark Avenger hingegen waren die beiden Lieder auf dem Sampler neben einem Demo aus dem Jahr 1985 die einzige Veröffentlichung ihrer Karriere.

## Titelliste
| Seite A 1. Running Wild: Iron Heads – 3:38 2. Running Wild: Bones to Ashes – 5:07 3. Hellhammer: Revelations of Doom – 2:46 4. Hellhammer: Messiah – 4:30 | Seite B 1. Dark Avenger: Black Fairies – 3:33 2. Dark Avenger: Lords of the Night – 3:47 3. Helloween: Oernst of Life – 4:41 4. Helloween: Metal Invaders – 4:27 |

## Rezeption
Holger Stratmann vom deutschen Magazin Rock Hard bezeichnete den Sampler als „eine insgesamt gute Platte, die, wenn man Hellhammer weggelassen hätte, eine bessere Note bekommen könnte“. Da die drei anderen Bands „Format haben“, vergab Stratmann 7,5 von zehn Punkten.